# موتور آب میران جدگال
موتور آب میران جدگال روستایی در بخش مرکزی شهرستان چابهار در استان سیستان و بلوچستان است.

## جمعیت
این روستا در دهستان پیرسهراب قرار دارد و بر اساس سرشماری ۱۳۸۵، جمعیت آن ۱۲ نفر (در ۴ خانوار) بوده‌است.